# مستشفى مرجان التعليمي
مستشفى مرجان التعليمي هو مستشفى يقع في مدينة الحلة في محافظة بابل بالعراق. وهو مؤسسة طبية تعليمية عمومية تضم العديد من المراكز التخصصية والتي تقدم خدماتها المجانية لمواطني المحافظة والمناطق المجاورة.
ويشمل هذا المستشفى مراكز طبية تخصصية تعنى بعلاج أمراض الجهاز الهضمي والكبد والعلاج الطبيعي والسكري والأمراض السرطانية وانعاش وجراحة القلب وغسل الكلى، بالإضافة إلى وجود وحدة طوارئ خاصة وكذلك أجنحة استشارية متعددة في الباطنية والنفسية والجلدية وكبار السن وغير ذلك.

## التأسيس
تبرع بإنشاء المستشفى عبد الرزاق جواد مرجان وذلك بعد إصابته بمرض التدرن وتنقله بين مستشفيات بغداد ثم سفره إلى لبنان للعلاج، فبعد شفائه قرر أن يبني مستشفى لمرضى التدرن في مدينته الحلة وكانت تسمى في ذلك الوقت مستشفى مرجان للأمراض الصدرية.
تم وضع حجر الأساس في عام 1953 وبدأ البناء عام 1954 على الشاطئ الشرقي من نهر الحلة وتألفت البناية من طابقين متماثلين تضمنا 12 ردهة لرقود المرضى مع مكاتب إدارية وداراً للأطباء وبمساحة بناء تبلغ 6000 متراً مربعاً ومساحة إجمالية للمستشفى تبلغ 25 الف متراً مربعاً.
بعد إكمال بناء المستشفى تم تسليمه من قبل عبد الرزاق مرجان إلى وزير الصحة محمد حسن سلمان الذي تكفل بتأثيث المستشفى وتجهيزه. وقد تم إفتتاح المستشفى في يوم 21 من آذار 1957 من قبل ملك العراق فيصل الثاني وبحضور رئيس الوزراء نوري السعيد.